# Русаново (Коми)
Русаново (коми Русанов) — посёлок в Троицко-Печорском районе Республики Коми России. Входит в состав сельского поселения Покча.

## История
В списках населённых пунктов 1930 года не значится. Возник в 1930-х годах как поселение Ухтпечлага. В 1937 году пущена в эксплуатацию локомобильная электростанция. На топографических картах 1940-х годов, конца 1950-х — первой половины 1960-х годов и на карте 1958 года — Судострой. В списках населённых пунктов 1956, 1960 и 1968 годов — посёлок Райпромкомбинат. В 1976 году переименован в Русаново.
В 1970 году здесь жили 679 человек; в 1979 году — 969 человек; в 1989 году — 710 человек (378 мужчин и 332 женщин), из них 45 % русские, 35 % коми; в 1992 году — 718 человек; в 1995 году — 656 человек. В 2002 году — 424 человека (200 мужчин и 224 женщины); в 2010 году — 262 человека.

## География
Посёлок находится в юго-восточной части Республики Коми, в пределах Печорской низменности, на правом берегу реки Печоры, на расстоянии примерно 17 километров (по прямой) к северу от посёлка городского типа Троицко-Печорск, административного центра района. Абсолютная высота — 113 метров над уровнем моря.
Климат
Климат характеризуется как умеренно континентальный, с продолжительной морозной многоснежной зимой и коротким прохладным летом. Среднегодовая температура воздуха составляет −1,2°С. Средняя температура воздуха самого тёплого месяца (июля) составляет 15,9 °C (абсолютный максимум — 35 °С); самого холодного (января) — −18 °C (абсолютный минимум — −51 °С). Среднегодовое количество атмосферных осадков составляет 590 мм, из которых 409 мм выпадает в период с апреля по ноябрь. Безморозный период длится в течение 176 дней в году.

## Население
| 2010 |
| ---- |
| 262  |

Гендерный состав
По данным Всероссийской переписи населения 2010 года в гендерной структуре населения мужчины составляли 66,7 %, женщины — соответственно 33,3 %.
Национальный состав
Согласно результатам переписи 2002 года, в национальной структуре населения русские составляли 48 % из 424 чел., коми — 44 %.